# Ljudski mozak
Mozak je centralni organ ljudskog nervnog sistema, a sa kičmenom moždinom čini centralni nervni sistem. Mozak se sastoji od velikog mozga, moždanog stabla i malog mozga. On kontroliše većinu aktivnosti tela, obrađuje, integriše i koordinira informacije koje prima od čulnih organa i donosi odluke o uputstvima koja se šalju ostatku tela. Mozak je sadržan i zaštićen kostima lobanje glave.
Veliki mozak, najveći deo ljudskog mozga, sastoji se od dve moždane hemisfere. Svaka hemisfera ima unutrašnje jezgro koje se sastoji od bele materije, i spoljašnju površinu - moždanu koru - koja se sastoji od sive materije. Korteks ima spoljašnji sloj, neokorteks i unutrašnji alokorteks. Neokorteks se sastoji od šest neuronskih slojeva, dok alokorteks ima tri ili četiri. Svaka hemisfera je podeljena na četiri režnja - frontalni, temporalni, parijetalni i okcipitalni. Prednji režanj je povezan sa izvršnim funkcijama uključujući samokontrolu, planiranje, rezonovanje i apstraktno mišljenje, dok je potiljačni režanj posvećen viziji. Unutar svakog režnja, kortikalne oblasti su povezane sa specifičnim funkcijama, kao što su senzorni, motorni i asocijacijski regioni. Iako su leva i desna hemisfera uglavnom slične po obliku i funkciji, neke funkcije su povezane sa jednom stranom, kao što je jezik na levoj i vizuelno-prostorna sposobnost na desnoj. Hemisfere su povezane komisuralnim nervnim putevima, od kojih je najveći žuljevito telo.
Veliki mozak je povezan moždanim stablom sa kičmenom moždinom. Moždano stablo se sastoji od srednjeg mozga, Vorolijevog mosta i produžene moždine. Mali mozak je povezan sa moždanim stablom pomoću tri para nervnih puteva koji se nazivaju cerebelarni pedunci. Unutar velikog mozga nalazi se ventrikularni sistem, koji se sastoji od četiri međusobno povezane komore u kojima se proizvodi i cirkuliše cerebrospinalna tečnost. Ispod cerebralnog korteksa nalazi se nekoliko važnih struktura, uključujući talamus, epitalamus, epifizu, hipotalamus, hipofizu i subtalamus; limbičke strukture, uključujući amigdalu i hipokampus, klaustrum, različita jezgra bazalnih ganglija, bazalne strukture prednjeg mozga i tri cirkumventrikularna organa. Strukture mozga koje nisu na srednjoj ravni postoje u parovima, na primer, postoje dva hipokampusa i dve amigdale. Ćelije mozga uključuju neurone i podržavajuće glijalne ćelije. U mozgu postoji više od 86 milijardi neurona i manje-više jednak broj drugih ćelija. Aktivnost mozga omogućena je međusobnim vezama neurona i njihovim oslobađanjem neurotransmitera kao odgovorom na nervne impulse. Neuroni se povezuju da bi formirali neuronske puteve, neuronska kola i složene mrežne sisteme. Celo kolo je vođeno procesom neurotransmisije.
Mozak je zaštićen lobanjom, suspendovan u cerebrospinalnoj tečnosti i izolovan od krvotoka krvno-moždanom barijerom. Međutim, mozak je i dalje podložan oštećenjima, bolestima i infekcijama. Oštećenje može biti uzrokovano traumom ili gubitkom snabdevanja krvlju poznatim kao moždani udar. Mozak je podložan degenerativnim poremećajima, kao što su Parkinsonova bolest, demencije uključujući Alchajmerovu bolest i multiplu sklerozu. Smatra se da su psihijatrijska stanja, uključujući šizofreniju i kliničku depresiju, povezana sa moždanim disfunkcijama. Mozak takođe može biti mesto tumora, i benignih i malignih; oni uglavnom potiču sa drugih mesta u telu.
Proučavanje anatomije mozga je neuroanatomija, dok je proučavanje njegove funkcije neuronauka. Za proučavanje mozga koriste se brojne tehnike. Uzorci drugih životinja, koji se mogu pregledati mikroskopski, tradicionalno su davali mnogo informacija. Tehnologije medicinskog imidžinga kao što su funkcionalni neuroimaging i snimci elektroencefalografije (EEG) su važne u proučavanju mozga. Medicinska istorija ljudi sa povredom mozga pružila je uvid u funkciju svakog dela mozga. Istraživanja neuronauke su se znatno proširila, i dalja istraživanja su u toku.
U kulturi, filozofija uma je vekovima pokušavala da se pozabavi pitanjem prirode svesti i problemom uma-tela. Pseudonauka frenologija pokušala je da lokalizuje atribute ličnosti na regione korteksa u 19. veku. U naučnoj fantastici, transplantacije mozga se zamišljaju u pričama kao što je Donovanov mozak iz 1942. godine.

## Literatura
- Colledge, Nicki R.; Walker, Brian R.; Ralston, Stuart H.; Ralston, ур. (2010). Davidson's Principles and Practice of Medicine (21st изд.). Edinburgh: Churchill Livingstone/Elsevier. ISBN 978-0-7020-3085-7.
- Hall, John (2011). Guyton and Hall Textbook of Medical Physiology (12th изд.). Philadelphia, PA: Saunders/Elsevier. ISBN 978-1-4160-4574-8.
- Larsen, William J. (2001). Human Embryology (3rd изд.). Philadelphia, PA: Churchill Livingstone. ISBN 978-0-443-06583-5.
- Bogart, Bruce Ian; Ort, Victoria (2007). Elsevier's Integrated Anatomy and Embryology. Philadelphia, PA: Elsevier Saunders. ISBN 978-1-4160-3165-9.
- Pocock, G.; Richards, C. (2006). Human Physiology: The Basis of Medicine (3rd изд.). Oxford: Oxford University Press. ISBN 978-0-19-856878-0.
- Purves, Dale (2012). Neuroscience (5th изд.). Sunderland, MA: Sinauer associates. ISBN 978-0-87893-695-3.
- Squire, Larry (2013). Fundamental Neuroscience. Waltham, MA: Elsevier. ISBN 978-0-12-385870-2.
- Standring, Susan, ур. (2008). Gray's Anatomy: The Anatomical Basis of Clinical Practice (40th изд.). London: Churchill Livingstone. ISBN 978-0-8089-2371-8.

## Spoljašnje veze
- Brain facts and figures – Washington.edu
- Human brain – National Geographic